# Solangella micromacula
Solangella micromacula é uma espécie de coleóptero da tribo Eburiini (Cerambycinae); com distribuição restrita ao Equador.

## Sistemática
- Ordem Coleoptera
  - Subordem Polyphaga
    - Infraordem Cucujiformia
      - Superfamília Chrysomeloidea
        - Família Cerambycidae
          - Subfamília Cerambycinae
            - Tribo Eburiini
              - Gênero Solangella
                - S. micromacula (Martins, 1997)